# Rosanna Davison

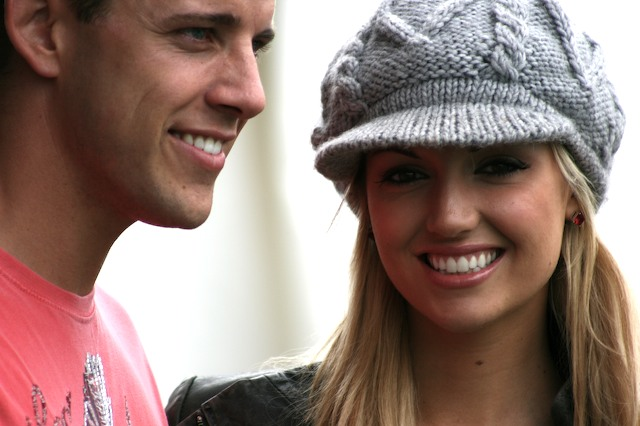
Rosanna Davison

Rosanna Diane Davison (n. 17 aprilie 1984, Dublin, Irlanda) este un fotomodel irlandez.
Ea este fiica cântărețului Chris de Burgh. Rosanna a fost aleasă în 2003 Miss Ireland și în același an câștigă titlul de Miss World. În continuare ea apare în diferite emisiuni TV din Irlanda.